# Superman II - A Aventura Continua
Superman II (bra: Superman II - A Aventura Continua ou Superman 2 - A Aventura Continua; prt: Superman II: A Aventura Continua, ou Superman II - A Aventura Continua) é um filme britano-norte-americano de 1980, dos gêneros ficção científica, ação e aventura, dirigido por Richard Lester, com roteiro de Mario Puzo, David Newman, Leslie Newman e Tom Mankiewicz, baseado nos quadrinhos criados por Jerry Siegel e Joe Shuster. É a segunda parcela da série de filmes Superman e uma sequência de Superman (1978). É estrelado por Gene Hackman, Christopher Reeve, Terence Stamp, Ned Beatty, Sarah Douglas, Margot Kidder e Jack O'Halloran. O filme foi lançado na Austrália e na Europa continental em 4 de dezembro de 1980, e em outros países ao longo de 1981. Estreias selecionadas de Superman II foram apresentadas no Megasound, um sistema de som surround de alto impacto semelhante ao Sensurround.
Em 1977, foi decidido pelos produtores Alexander e Ilya Salkind que filmariam Superman e sua sequência simultaneamente, com a fotografia principal começando em março de 1977 e terminando em outubro de 1978. As tensões aumentaram entre o diretor original Richard Donner e os produtores em que uma decisão foi feito para interromper as filmagens da sequência, da qual 75 por cento já havia sido concluída, e terminar o primeiro filme. Após o lançamento de Superman em dezembro de 1978, Donner foi demitido do cargo de diretor de maneira polêmica e foi substituído por Lester. Vários membros do elenco e da equipe se recusaram a retornar após a demissão de Donner. Para ser oficialmente creditado como diretor, Lester refez a maior parte do filme, cuja fotografia principal foi retomada em setembro de 1979 e encerrada em março de 1980.
O filme recebeu críticas positivas dos críticos de cinema que elogiaram as atuações de Reeve, Stamp e Hackman, os efeitos visuais e o humor. Arrecadou US$ 190 milhões contra um orçamento de produção de US$ 54 milhões, um sucesso de bilheteria, mas menor que seu antecessor. Uma sequência, Superman III, foi lançada em junho de 1983, para a qual Lester retornou como diretor.
A versão do diretor do filme, restaurando a visão original do filme sob a supervisão de Donner, intitulada Superman II: The Richard Donner Cut, foi lançada em 28 de novembro de 2006 em vários formatos de mídia doméstica.

## Enredo
Antes da destruição de Krypton, os criminosos General Zod, Ursa e Non são condenados ao banimento para a Zona Fantasma. Anos mais tarde, a Zona Fantasma é destruída perto da Terra pela onda de choque de uma bomba de hidrogênio, lançada da Terra pelo Superman. Os três criminosos são libertados e ficam com superpoderes concedidos pela luz amarela do Sol. Depois de pousar na Lua e matar sem esforço uma equipe de astronautas que explorava o local, eles seguem em direção à Terra com planos de conquistar o planeta.
O Planeta Diário envia o jornalista Clark Kent — cuja identidade secreta é Superman — e sua colega Lois Lane para as Cataratas do Niágara. Lois suspeita que Clark e Superman sejam a mesma pessoa depois que Clark está ausente quando Superman aparece e salva uma criança que cai. Lois se coloca intencionalmente na cachoeira, mas Clark a salva sem se expor. Naquela noite, Clark tropeça e sua mão cai em uma lareira acesa. Quando Lois vê que sua mão está ilesa, Clark revela a ela que ele é de fato o Superman. Ele a leva para sua Fortaleza da Solidão no Ártico, mostrando a ela os vestígios de seu passado armazenados em cristais de energia. Superman declara seu amor por Lois e seu desejo de passar a vida com ela. Depois de conferir com a inteligência artificial de sua mãe Lara, Superman remove seus superpoderes expondo-se à luz solar vermelha kryptoniana em uma câmara de cristal, tornando-se um mortal. Clark e Lois passam a noite juntos, depois deixam a Fortaleza e voltam do Ártico de carro.
Enquanto isso, depois de se acostumar com a Terra, Zod e seus companheiros viajam para a Casa Branca e forçam o Presidente dos Estados Unidos a se render. Clark e Lois chegam a um restaurante, onde um caminhoneiro chamado Rocky assedia sexualmente Lois e bate em Clark. A luta é interrompida por uma notícia urgente onde o Presidente renuncia ao cargo a Zod. Quando o Presidente implora ao Superman para salvar a Terra, o General Zod exige que o Superman venha e "se ajoelhe perante Zod!" Percebendo que cometeu um erro horrível, Clark retorna à Fortaleza para ver se consegue recuperar seus poderes.
Lex Luthor escapa da prisão com a ajuda de Eve Teschmacher, deixando seu cúmplice Otis para trás. Luthor e Teschmacher se infiltram na Fortaleza da Solidão antes que Superman e Lois cheguem, e Luthor descobre a conexão de Superman com Jor-El e General Zod. Ele encontra Zod na Casa Branca e diz que Superman é filho de Jor-El, seu carcereiro, e se oferece para levá-lo até Superman em troca do controle da Austrália. Os três kryptonianos se aliam a Luthor e vão para os escritórios do Planeta Diário. Superman chega, após ter encontrado o cristal verde que restaura seus poderes, e luta contra os três. Zod percebe que Superman se preocupa com os humanos e tira vantagem disso ameaçando os espectadores. Superman percebe que a única maneira de parar Zod e os outros é atraí-los para a Fortaleza. Superman voa, com Zod, Ursa e Non em sua perseguição, sequestrando Lois e levando Luthor junto. Ao chegar, Zod declara que Luthor sobreviveu à sua utilidade e planeja matá-lo e ao Superman. Superman tenta fazer com que Luthor atraia os três para a câmara de cristal para desenergizá-los. No entanto, Luthor, ansioso para voltar a favor de Zod, revela o segredo da câmara aos vilões. Zod força Superman a entrar na câmara e a ativa. Depois, assumindo-o privado de seus poderes, Zod diz ao Superman para se ajoelhar e beijar sua mão; em vez de, Superman esmaga a mão de Zod e o joga em uma fenda. Luthor deduz que Superman reconfigurou a câmara para expor o trio à luz solar vermelha enquanto Superman estava protegido dela. Non cai em outra fenda ao tentar voar sobre ela, e Lois derruba Ursa em uma terceira. Superman voa de volta à civilização, devolvendo Lois para casa e Lex de volta à prisão.
No Planeta Diário do dia seguinte, Clark encontra Lois chateada por saber seu segredo, mas por não ser capaz de falar abertamente sobre seus verdadeiros sentimentos. Ele a beija, usando suas habilidades para limpar sua mente do conhecimento dos últimos dias. Mais tarde, Clark retorna ao restaurante e se vinga de Rocky. Superman restaura os danos causados por Zod, recolocando a bandeira americana no topo da Casa Branca, e diz ao presidente que não abandonará seu dever novamente.

## Recepção
O filme foi um sucesso de público e crítica, obtendo um faturamento três vezes maior que o seu orçamento em bilheteria.